# Lucille (canção de Kenny Rogers)
"Lucille" é uma música escrita por Roger Bowling e Hal Bynum e gravada pelo artista americano de música country Kenny Rogers. Foi lançada em janeiro de 1977 como o segundo e último single do álbum Kenny Rogers. Tornou-se o primeiro grande sucesso de Rogers como artista solo depois de deixar o bem-sucedido grupo de country / rock The First Edition no ano anterior. Um sucesso internacional, alcançou o número 1 na parada de singles da Billboard e o número 5 na Billboard Hot 100. No exterior, "Lucille" alcançou o topo da parada de singles do Reino Unido em junho de 1977, o primeiro dos dois singles número um de Rogers no Reino Unido.

## Conteúdo
A música, contada pelo narrador (Rogers), conta a história de um homem em um bar em Toledo, Ohio, que se familiariza com uma mulher casada e desanimada chamada Lucille. Uma Lucille embriagada admite sua infelicidade na vida e um desejo de aventura. O marido chega e se aproxima dela e do narrador intimidado. O marido de coração partido, começando a tremer, despreza-a por seu momento inconveniente em abandoná-lo "com quatro filhos famintos e uma colheita no campo", deixando-o com uma "mágoa" que se recusa a curar. Depois que o marido sai, Lucille e o narrador vão para um quarto de hotel. A mulher bonita chega ao narrador, mas é surpreendida por sua estranha e repentina mudança de sentimento. Em sua mente, ela se lembra das palavras assombrosas recorrentes de seu marido e se sente incapaz de responder a seus avanços. 

## Versões da canção
- A banda Beat Farmers tocava regularmente essa música em seus shows ao vivo, e uma versão dela foi lançada em seu álbum ao vivo de 1990, The Beat Farmers: Loud, Ploughed, and...Live.
- Em 1977, Tex Lecor gravou essa música em francês, com o mesmo título.
- Uma versão cover foi gravada pela artista canadense Cœur de pirate, por sua trilha sonora da quinta temporada de 2014 do programa de TV canadense Trauma.
- Uma versão cover foi gravada pelo artista americano de música country Billy Currington em seu álbum Doin 'Somethin' Right em 2005.
- Uma versão cover foi gravada pelo artista americano de música country Waylon Jennings em seu álbum de 1977, Ol 'Waylon.
- Uma versão alemã, chamada Musst du jetzt grade gehen, Lucille?, foi gravado por Michael Holm em seu álbum de 1977 chamado Poet der Straße.
- Uma versão alemã, chamada John Peel, foi gravada pela cantora norueguesa Wencke Myhre em seu álbum de 1978 chamado Album.
- O cantor sul-africano Ray Dylan gravou uma versão em seu álbum Goeie Ou Country - Op Aanvraag.[4]
- A música foi gravada em espanhol (como "El Hombre del Norte") por Juan Pardo.
- O poeta, cantor e compositor russo Yuri Vizbor escreveu a música "Lucy" para a música "Lucille" de Kenny Rogers em 1981.